# 中西頴央
中西 頴央（なかにし 、1928年（昭和3年）ごろ - 近況不明）は、日本の医学者。専門は薬理学。富山医科薬科大学医学部薬理学講座初代教授。医学部長。副学長。富山医科薬科大学名誉教授。

## 経歴・人物
1964年信州大学にて医学博士を取得。1977年（昭和52年）4月、富山医科薬科大学医学部に薬理学講座（現在の富山大学医学部分子医科薬理学講座）開講。初代教授（1993年（平成5年）10月まで）。中西時代の教室の研究テーマは「アルコールおよびアセトアルデヒドの薬理作用」。アルコール嗜好性や耐性発現と肝あるいは脳内のALDHなどの酵素との関係、アルコールとアセトアルデヒドの細胞膜電流に及ぼす作用などの研究において、生化薬理学的および電気生理学的手法を用いての解析が進められた。1981年（昭和56年）11月、医学部長（1983年（昭和58年）10月まで）。1992年（平成4年）8月、副学長。

## 論文
- 赤羽治郎、鈴木義政、中西頴央「温浴のImidazoline化合物体内代謝に及ぼす影響」『信州醫學雜誌』第9巻第4号、長野県医学会、1960年7月、569-575頁、ISSN 0037-3826。
- 赤羽治郎、中西頴央「温浴がウサギの Alcohol 代謝に及ぼす影響」『日本温泉気候学会雑誌』第25巻第3号、日本温泉気候物理医学会、1961年、189-198頁、doi:10.11390/onki1935.25.189、ISSN 03694240。
- 赤羽治郎、中西頴央「飲酒温浴時の Alcohol 代謝ならびに血圧変動について」『日本温泉気候学会雑誌』第25巻第3号、日本温泉気候物理医学会、1961年、199-207頁、doi:10.11390/onki1935.25.199、ISSN 0369-4240。
- 赤羽治郎、中西頴央、公平宏「清酒ほか諸種の酒類の薬理作用に関する実験的研究」『食品衛生学雑誌』第4巻第5号、日本食品衛生学会、1963年、269-282頁、doi:10.3358/shokueishi.4.269、ISSN 0015-6426。
- 中西頴央「薬物代謝酵素系」『信州医学雑誌』第19巻第2号、信州医学会、1971年10月、107-112頁、ISSN 0037-3826。
- 中西頴央「アルコールの代謝一般」『内科= Internal medicine : 臨床雑誌』第36巻第2号、南江堂、1975年8月、192-196頁、ISSN 00221961。 (要購読契約)
- 中西頴央「アルデヒド脱水素酵素」『信州医学雑誌』第24巻第1号、信州医学会、1976年4月、1-6頁、ISSN 0037-3826。